# جوني مورتون
جوني مورتون (بالإنجليزية: Johnnie Morton) هو لاعب كرة قدم أمريكية أمريكي، ولد في 7 أكتوبر 1971 في إنغليووود في الولايات المتحدة.

## وصلات خارجية
- جوني مورتون على موقع مرجع كرة القدم المحترفة.كوم (الإنجليزية)
- جوني مورتون على موقع شيردوغ (الإنجليزية)
- جوني مورتون على موقع IMDb (الإنجليزية)
- جوني مورتون على موقع قاعدة بيانات الفيلم (الإنجليزية)